# Родионов, Алексей Алексеевич
Алексе́й Алексе́евич Родио́нов (27 марта 1922, Москва — 18 мая 2013) — советский дипломат. Чрезвычайный и полномочный посол.

## Биография
Член ВКП(б). Окончил Высшую дипломатическую школу МИД СССР
- В 1953—1960 годах — первый секретарь Омского городского комитета КПСС
- В 1960—1961 годах — второй секретарь Омского областного комитета КПСС.
- В 1964 году — сотрудник центрального аппарата МИД СССР.
- В 1964—1966 годах — советник-посланник посольства СССР в Индии.
- В 1966—1968 годах — чрезвычайный и полномочный посол СССР в Бирме.
- В 1968—1971 годах — министр иностранных дел РСФСР, член Коллегии МИД СССР.
- В 1971—1974 годах — чрезвычайный и полномочный посол СССР в Пакистане.
- В 1974—1983 годах — чрезвычайный и полномочный посол СССР в Турции.
- В 1983—1990 годах — чрезвычайный и полномочный посол СССР в Канаде.

## Награды
- Орден Октябрьской Революции.
- 4 ордена Трудового Красного Знамени.
- Орден Дружбы народов.
- Орден «Знак Почёта».

## Семья
Жена — Алла Ивановна. Дочь — Нина Алексеевна Успенская (ей А. А. Родионов посвятил свои мемуары), сын Владимир Алексеевич Родионов.

## Сочинения
- Зульфикар Али Бхутто, каким я его знал: Записки дипломата. — М.: Междунар. отношения, 2004. — 304 с. ISBN 5-7133-1223-2
- Турция. Перекресток судеб : воспоминания посла. — М. : Междунар. отношения, 2006. — 279 с., [8] л. ил., портр. ISBN 5-7133-1260-7
- СССР — Канада : [записки последнего советского посла]. — М. : Алгоритм, 2007. — 270, [1] с., [16] л. ил., портр. ISBN 5-9265-0414-6